# The Girls on the Beach
The Girls on the Beach es una película de comedia en la playa de 1965 dirigida por William N. Witney y escrita por Sam Locke. La película está protagonizada por Noreen Corcoran, Martin West, Linda Marshall, Steven Rogers, Ahna Capri y Aron Kincaid. La película fue lanzada el 12 de mayo de 1965 por Paramount Pictures.
Cuenta con apariciones musicales de The Beach Boys (que interpretan "Girls on the Beach", "Lonely Sea" y "Little Honda"), Lesley Gore (que interpreta "Leave Me Alone", "It's Gotta Be You" y "I Don’t Want to Be a Loser"), y The Crickets (que realizan "La Bamba").

## Créditos
- Noreen Corcoran como Selma.
- Martin West como Duke.
- Linda Marshall como Cynthia.
- Steven Rogers como Brian.
- Ahna Capri como Arlene.
- Aron Kincaid como Wayne.
- Nancy Spry como Betty.
- Sheila Bromley como Mrs. Winters
- Lana Wood como Bonnie.
- Mary Mitchel como Emily.
- Gail Gilmore como Georgia.
- Peter Brooks como Stu Rankin.
- Lori Saunders como Patricia Johnson.

Aparición especial de
- The Crickets
- The Beach Boys
- Lesley Gore